# Voyelle centrale
Une voyelle centrale est un son de type voyelle employé dans certaines langues parlées. Elle est caractérisée par une position médiane de la langue, à mi-chemin entre une voyelle antérieure et une voyelle postérieure.
Les voyelles centrales identifiées par l'Alphabet phonétique international  sont les suivantes :
- Voyelle fermée centrale non arrondie [ɨ]
- Voyelle fermée centrale arrondie [ʉ]
- Voyelle mi-fermée centrale non arrondie [ɘ]
- Voyelle mi-fermée centrale arrondie [ɵ]
- Voyelle moyenne centrale [ə]
- Voyelle mi-ouverte centrale non arrondie [ɜ]
- Voyelle mi-ouverte centrale arrondie [ɞ]
- Voyelle pré-ouverte centrale [ɐ]
- Voyelle ouverte centrale non arrondie [ä]